# Simpanurgus
Simpanurgus is een geslacht van vliesvleugelige insecten uit de familie Andrenidae

## Soorten
- S. phyllopodus (Warncke, 1972)